# Les Salles-de-Castillon
 Les Salles-de-Castillon  es una población y comuna francesa, situada en la región de Aquitania, departamento de Gironda, en el distrito de Libourne y cantón de Castillon-la-Bataille.

## Demografía
| 333 | 334 | 270 | 283 | 324 | 369 |
| Para los censos de 1962 a 1999 la población legal corresponde a la población sin duplicidades (Fuente: INSEE [Consultar]) |     |     |     |     |     |